# 몬타이오네
몬타이오네(이탈리아어: Montaione)는 이탈리아 토스카나주 피렌체현에 있는 코무네다. 피렌체로부터 남서쪽 35km 거리에 있다.